# Savino di Piacenza
Savino o Sabino (Milano, 330 – Piacenza, 11 dicembre 420) fu diacono a Milano e successivamente vescovo a Piacenza, ove risiedette per quasi cinquant'anni; è venerato come santo dalla Chiesa cattolica.

## Biografia
Fu uno dei padri costituenti il Concilio di Antiochia del 372, e combatté strenuamente le eresie, soprattutto quella di Ario. A questo proposito, la tradizione dice che ci fu un fecondo carteggio fra Savino, Ambrogio e Bassiano.
Morì l'11 dicembre del 420. Alcuni resti delle sue ossa (principalmente cranio) e una piccola teca con il suo sangue riposano sotto l'altare della basilica a lui dedicata in via Alberoni a Piacenza.

## Patrono
Viene invocato contro le frequenti esondazioni del fiume Po. Si narra, infatti, che durante una di queste piene avesse gettato nell'acqua del fiume una lettera, intimando al "grande Po" di ritirarsi e di non minacciare più le popolazioni e le campagne, e che tale desiderio venne esaudito.
La festa è tradizionalmente celebrata il 17 gennaio, ma a Caselle Landi, di cui è patrono, si festeggia ogni quarta domenica d'ottobre.

## Galleria d'immagini

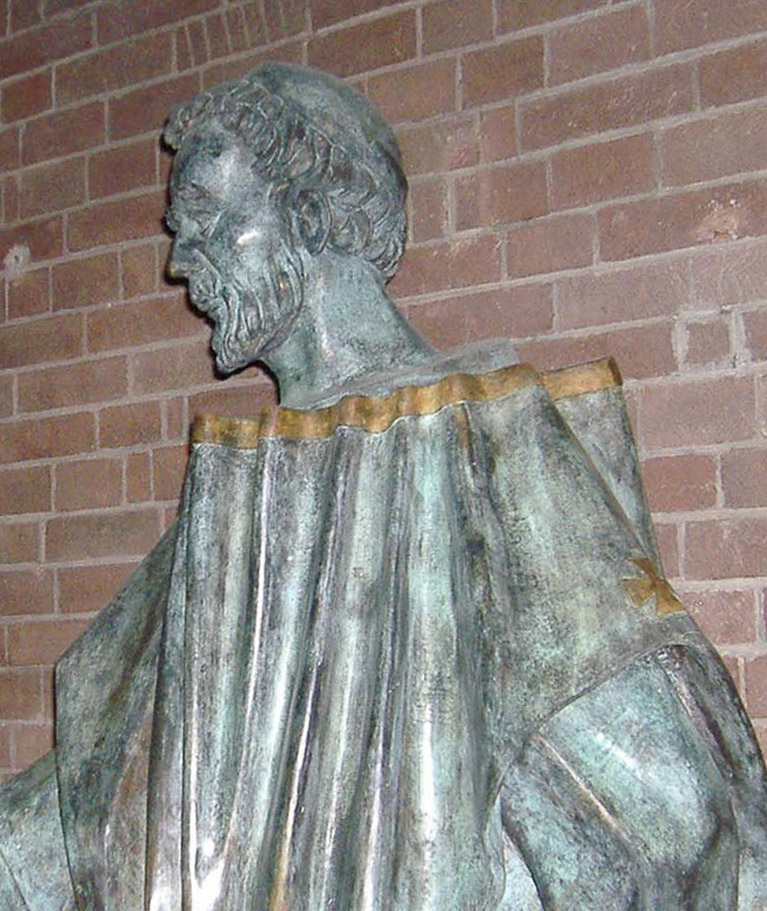
La statua del santo nella basilica omonima, a Piacenza.
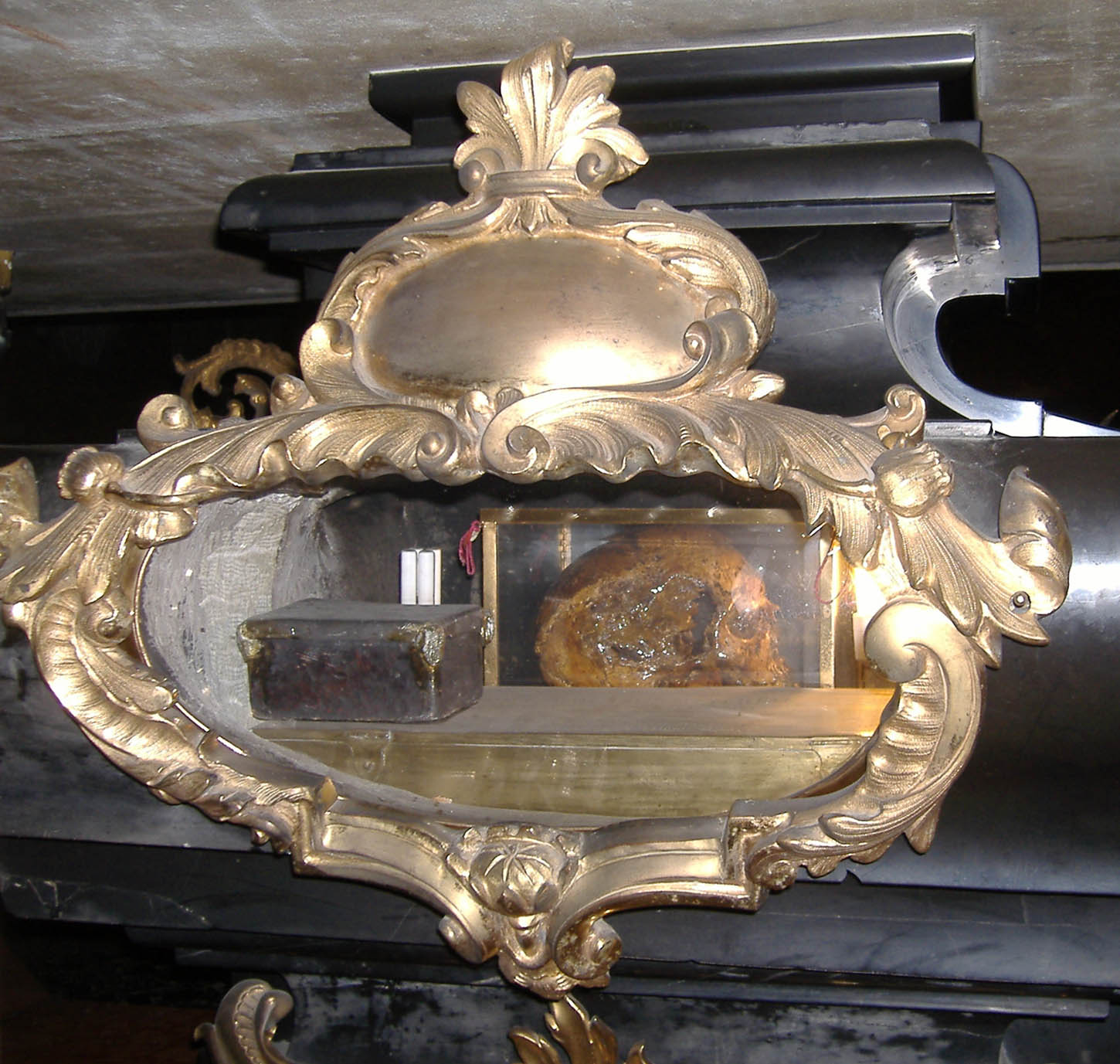
Le reliquie del santo, sotto l'altare della basilica omonima.
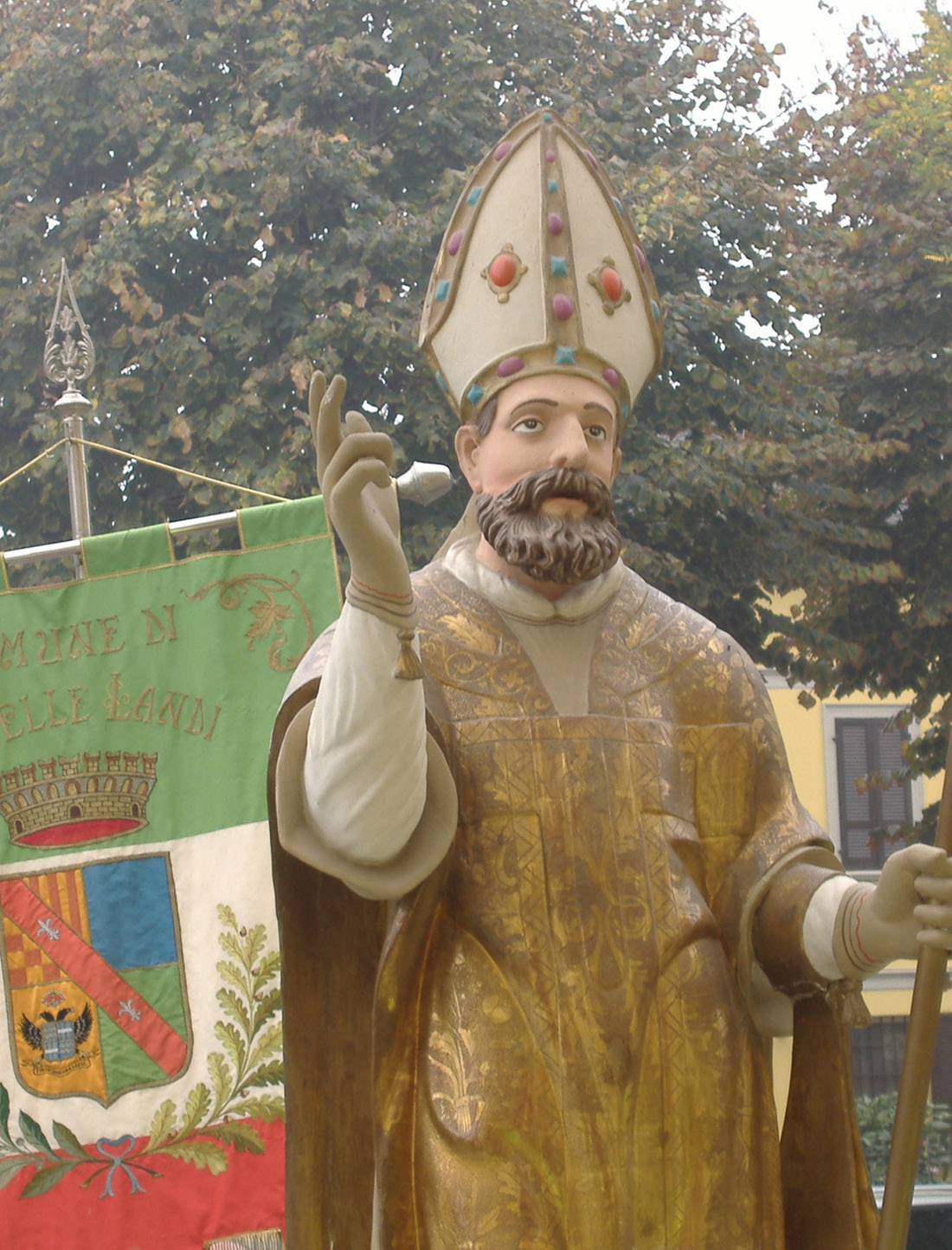
La statua di san Savino presente nella chiesa di Caselle Landi, prima del restauro dell'ottobre 2015, con il gonfalone del paese.